# Ante Žanetić
Ante Žanetić (Blatta, 18 novembre 1936 – Wollongong, 18 dicembre 2014) è stato un calciatore jugoslavo, di ruolo difensore.

## Palmarès

### Nazionale
- Oro olimpico: 1

Roma 1960